# Монро (окръг, Индиана)
Вижте пояснителната страница за други значения на Монро.
Окръг Монро (на английски: Monroe County) е окръг в щата Индиана, Съединени американски щати. Площта му е 1064 km², а населението е 139 718 души (1 април 2020). Административен център е град Блумингтън.